# Friedrich Ludewig Bouterweck
Pour les articles homonymes, voir Bouterweck et Bouterwek.
Friedrich Ludewig Bouterweck, ou encore Friedrich Bouterwek, (né le 15 avril 1766 à Oker en Harz et mort le 9 août 1828 à Göttingen) était un philosophe allemand.
Il était professeur de philosophie à Goettingue. D'abord partisan zélé des doctrines de Emmanuel Kant, il se rangea ensuite à celles de Friedrich Heinrich Jacobi. Il se distingua moins par son originalité que par son talent à exposer les doctrines de ses deux maîtres. L'histoire littéraire et la critique lui doivent beaucoup. Son ouvrage le plus important est Histoire de la poésie et de l'éloquence, tandis que ses poésies lyriques et ses romans sont fort médiocres[réf. nécessaire].
Il fut également conseiller du duc de Saxe-Weimar à partir de 1797.

## Œuvres philosophiques
- Aphorismes présentés aux amis de la critique et de la raison d'après le système de Kant (Gœttingue 1793) ;
- Philosophie du droit, 1798
- Ideen zu einer allgemeinen Apodiktik (Essai d'une Apodictique) (1799) ;
- Geschichte der Poesie und Beredsamkeit seit dem Ende des 3. Jahrhundert (1.1801 - 12.1819). (Histoire de la poésie et de l'éloquence depuis le XIIIe siècle), 12 volumes in-8, Goettingue, traduits en partie par Adolphe Loève-Veimars et Marie-Aimée Steck.
- Éléments de philosophie spéculative (1800) ;
- Les Époques de la raison (1802) ;
- Introduction à la philosophie des sciences naturelles (1803) ;
- Ästhetik  (Esthétique ou théorie du beau) (1806);
- Idées sur la métaphysique
- Aphorismes pratiques (1808) ;
- Manuel des sciences philosophiques, 2 volumes (1813), ouvrage où sont exposées avec ordre et netteté les doctrines des maîtres ;
- Religion de la raison, (1824) ;
- Idée pour hâter les progrès d'une philosophie religieuse soutenable (1824).

## Romans
- Graf Donamar (Comte Donamar) (1791-1793) ;
- Journal de Ramiro (1804) ;
- Almusa, fils du sultan (1801).